# Quando tramonta il sole (film 1918)
Quando tramonta il sole è un film del 1918 diretto da Gennaro Righelli.